# Uruguai nos Jogos Olímpicos de Verão de 2000
O Uruguai participou dos Jogos Olímpicos de Verão de 2000 em Sydney, Austrália.

## Medalhas

### Prata
- Ciclismo - Milton Wynants (corrida individual por pontos masculino)